# Liste von Persönlichkeiten der Stadt Windsor (Ontario)
Diese Liste zählt Personen auf, die in der kanadischen Stadt Windsor (Ontario) geboren wurden, sowie solche, die in Windsor gewirkt haben, dabei jedoch andernorts geboren wurden. Die Liste erhebt keinen Anspruch auf Vollständigkeit.

## Söhne und Töchter der Stadt

### 19. Jahrhundert

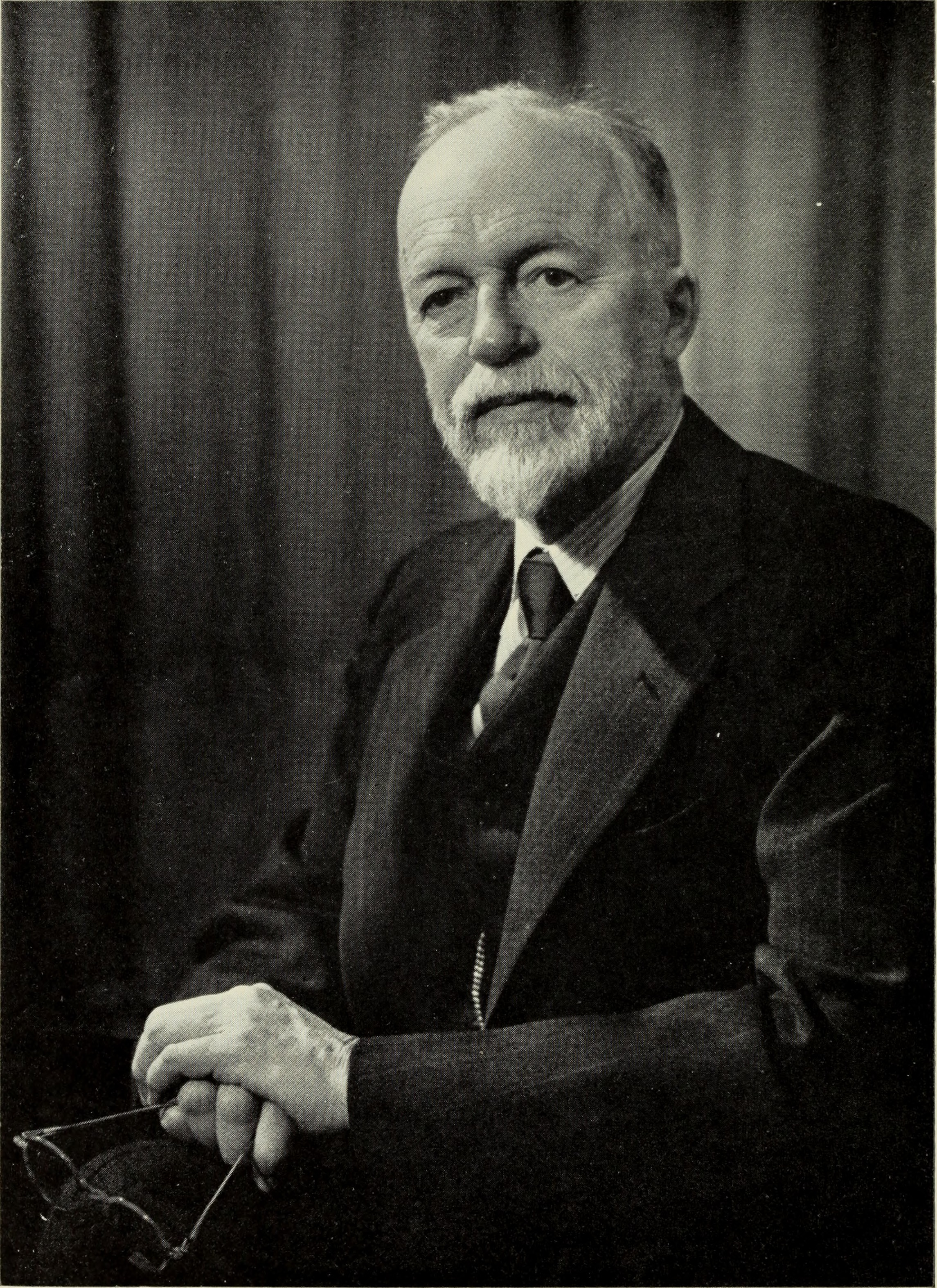
Edmund Murton Walker
(1877–1969)

- Frederick James Eugene Woodbridge (1867–1940), US-amerikanischer Philosoph
- Edmund Murton Walker (1877–1969), Entomologe

### 20. Jahrhundert

#### 1901–1940

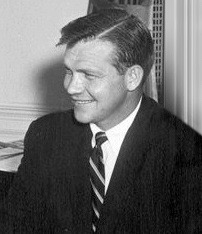
John Swainson
(1925–1994)

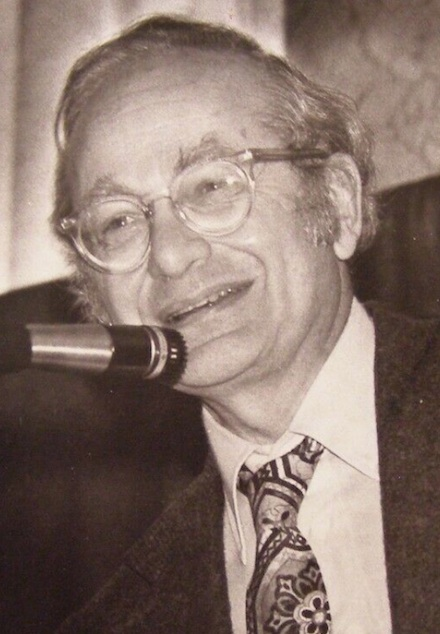
David H. Hubel
(1926–2013)

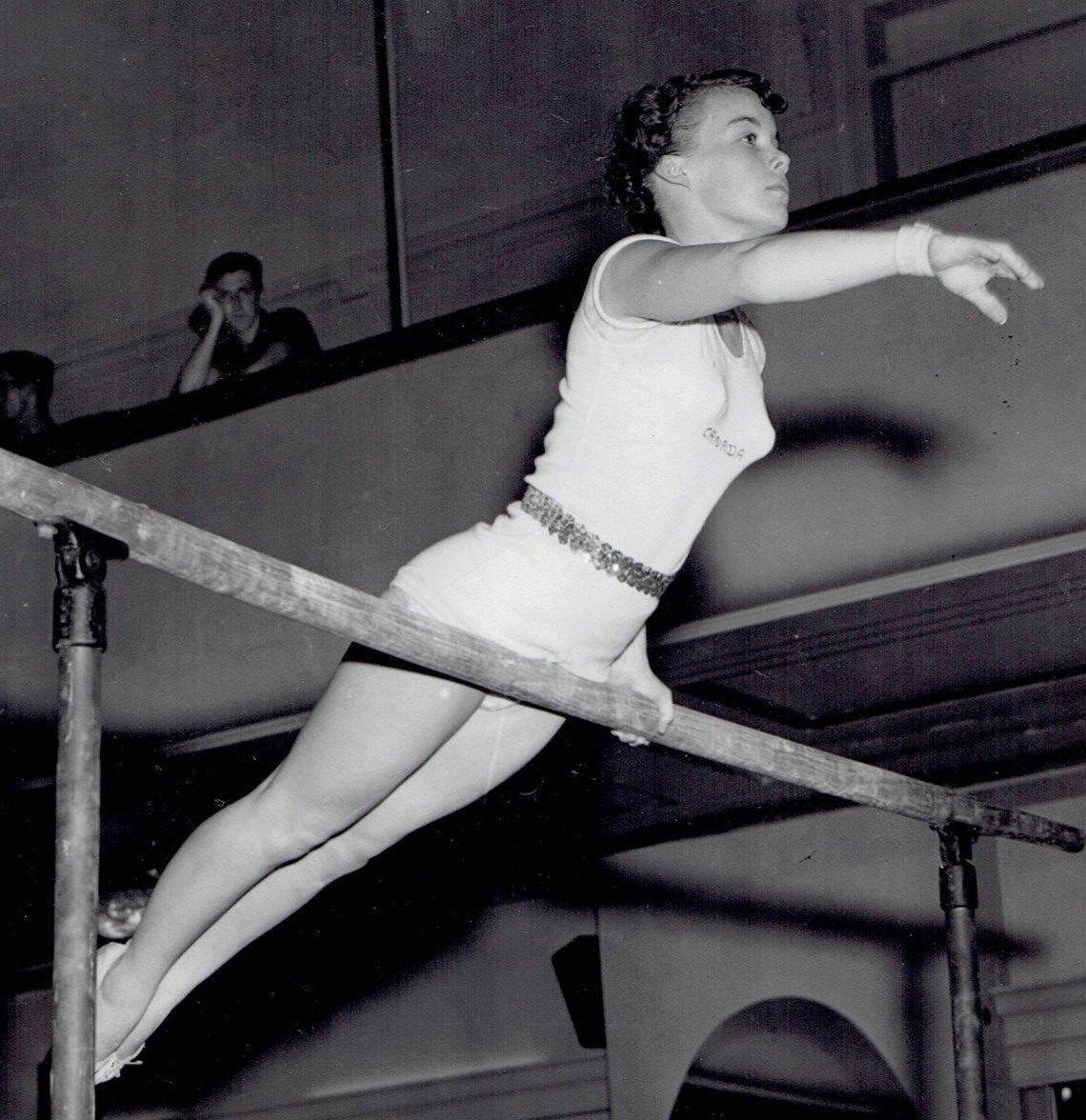
Ernestine Weaver
(* 1938)

- George Hester (1902–1951), Sprinter
- Harold Ernest Vokes (1908–1998), US-amerikanischer Malakologe und Paläontologe
- Irving Meretsky (1912–2006), Basketballspieler[1]
- Al Lucas (1916–1983), Jazz-Bassist des Swing
- Joe Turner (1919–1945), Eishockeytorwart
- David Evans (1924–2020), britischer Air Chief Marshal
- Gino Sovran (1924–2016), Basketballspieler[2]
- Leonard James Wall (1924–2002), römisch-katholischer Erzbischof von Winnipeg
- John Swainson (1925–1994), US-amerikanischer Jurist und Politiker
- Dorothy Collins (1926–1994), Schauspielerin und Sängerin[3]
- David H. Hubel (1926–2013), Neurobiologe und Nobelpreisträger
- Killer Kowalski (1926–2008), Profiwrestler und Wrestlingtrainer
- Bill LaRochelle (1926–2011), Hürdenläufer und Sprinter
- Chuck Dalton (1927–2013), Basketballspieler[4]
- Eugène Philippe LaRocque (1927–2018), römisch-katholischer Bischof von Alexandria-Cornwall
- Sterling Lyon (1927–2010), Politiker, Staatsanwalt und Richter
- Ray Timgren (1928–1999), Eishockeyspieler
- Jerry Toth (1928–1999), Jazzsaxophonist, -klarinettist und -flötist, Komponist und Arrangeur
- Harry Wade (1928–2016), Basketballspieler
- Herb Gray (1931–2014), Jurist und Politiker
- Margo MacKinnon (* 1931), Sängerin und Gesangspädagogin
- Gerald Ouellette (1934–1975), Sportschütze
- Albert Kirk Grayson (* 1935), Assyriologe
- Jack Scott (1936–2019), Country-Pop- und Rockabilly-Musiker
- Garth Hudson (1937–2025), Rockmusiker (The Band)
- Paul Martin (* 1938), Politiker, kanadischer Finanzminister und von 2003 bis 2006 Premierminister
- Ernestine Weaver (* 1938), Geräteturnerin[5]
- Katherine V. Forrest (* 1939), Schriftstellerin
- Edward Lumley (1939–2025), Unternehmer, Wirtschaftsmanager und Politiker

#### 1941–1960

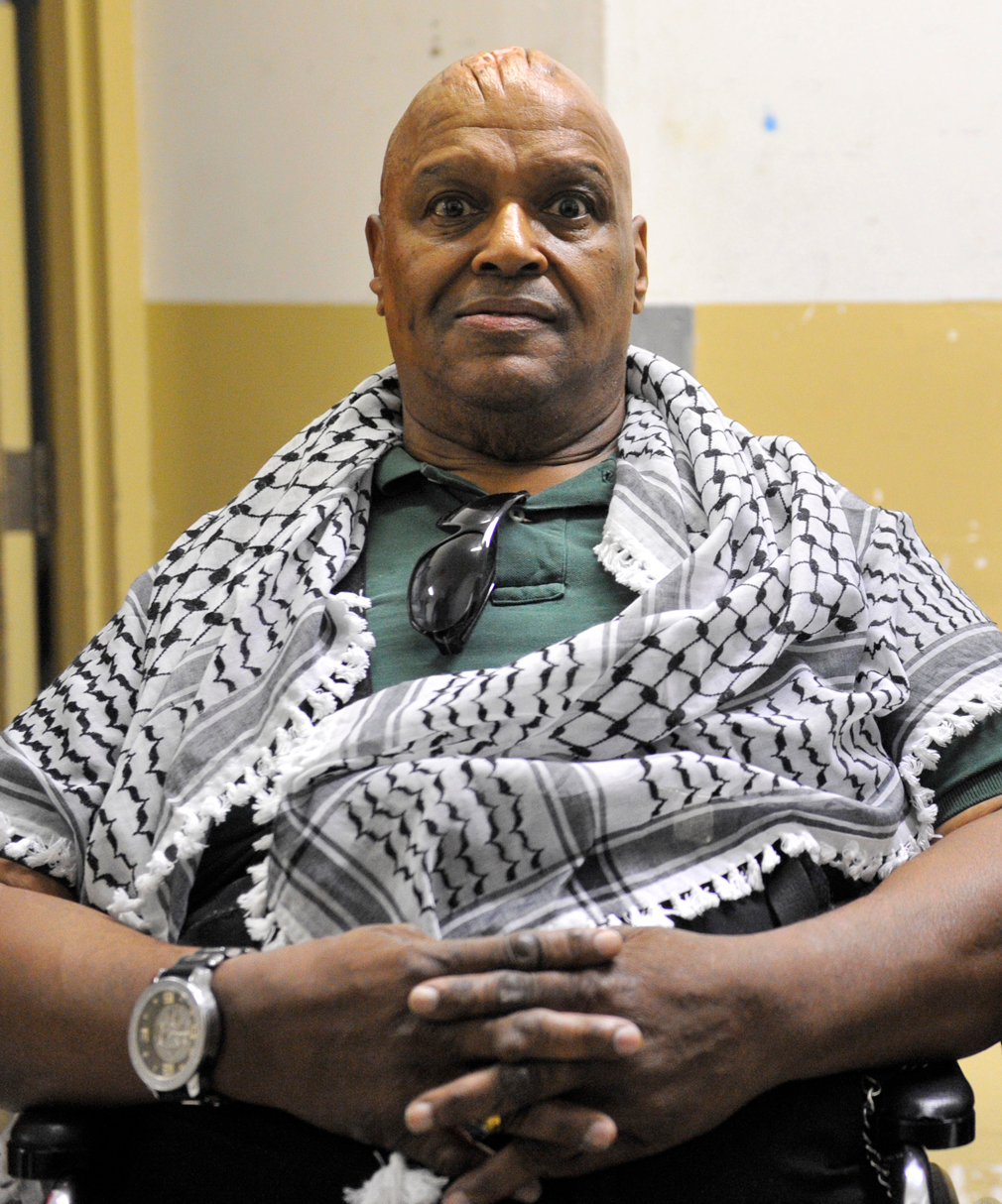
Larry Shreeve
(* 1941)

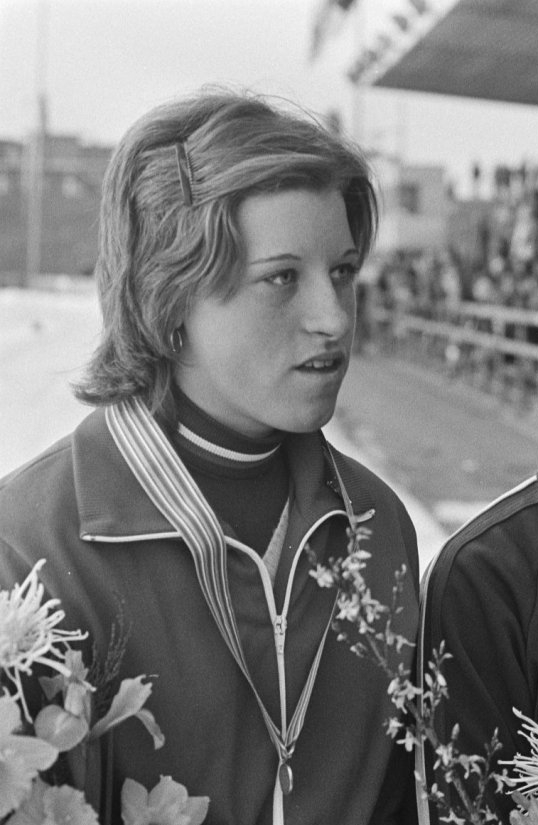
Cathy Priestner
(* 1956)

- Larry Shreeve (* 1941), Profiwrestler (Abdullah the Butcher)
- Cid Samson (* 1943), Politiker[6]
- Donald McPherson (1945–2001), Eiskunstläufer
- Ernie Eves (* 1946), Politiker und 23. Premierminister von Ontario
- Skip Spence (1946–1999), US-amerikanischer Rockmusiker
- Angus MacInnes (1947–2024), Schauspieler[7]
- Wayne Grady (* 1948), Autor, Redakteur und Übersetzer
- Barbara Gowdy (* 1950), Schriftstellerin
- Rick Kehoe (* 1951), Eishockeyspieler
- Tom Williams (* 1951), Eishockeyspieler
- Giles Blunt (* 1952), Autor
- André Viger (1952–2006), Rennrollstuhlfahrer
- Paul-André Durocher (* 1954), römisch-katholischer Erzbischof von Gatineau
- Eddie Mio (* 1954), Eishockeyspieler[8]
- Ron Wilson (* 1955), Eishockeyspieler
- Cathy Priestner (* 1956), Eisschnellläuferin
- Robert Anthony Daniels (* 1957), römisch-katholischer Bischof von Grand Falls
- Ron Friest (* 1958), Eishockeyspieler
- Bill Harriott (1958–2011), Skiläufer
- Joel Quenneville (* 1958), Eishockeyspieler und -trainer
- Linda Staudt (* 1958), Marathonläuferin
- Keith Crowder (* 1959), Eishockeyspieler
- Ron Fellows (* 1959), Autorennfahrer und Unternehmer
- Brian Hills (* 1959), Eishockeyspieler und -trainer
- Mark Renaud (* 1959), Eishockeyspieler
- Susan Truppe (* 1959), Politikerin[9]
- Tim Kerr (* 1960), Eishockeyspieler und -funktionär
- Oliver Platt (* 1960), Schauspieler

#### 1961–1970

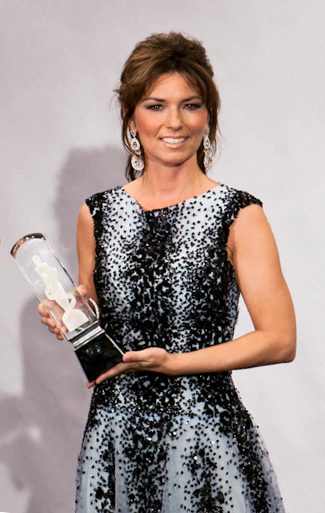
Shania Twain
(* 1965)

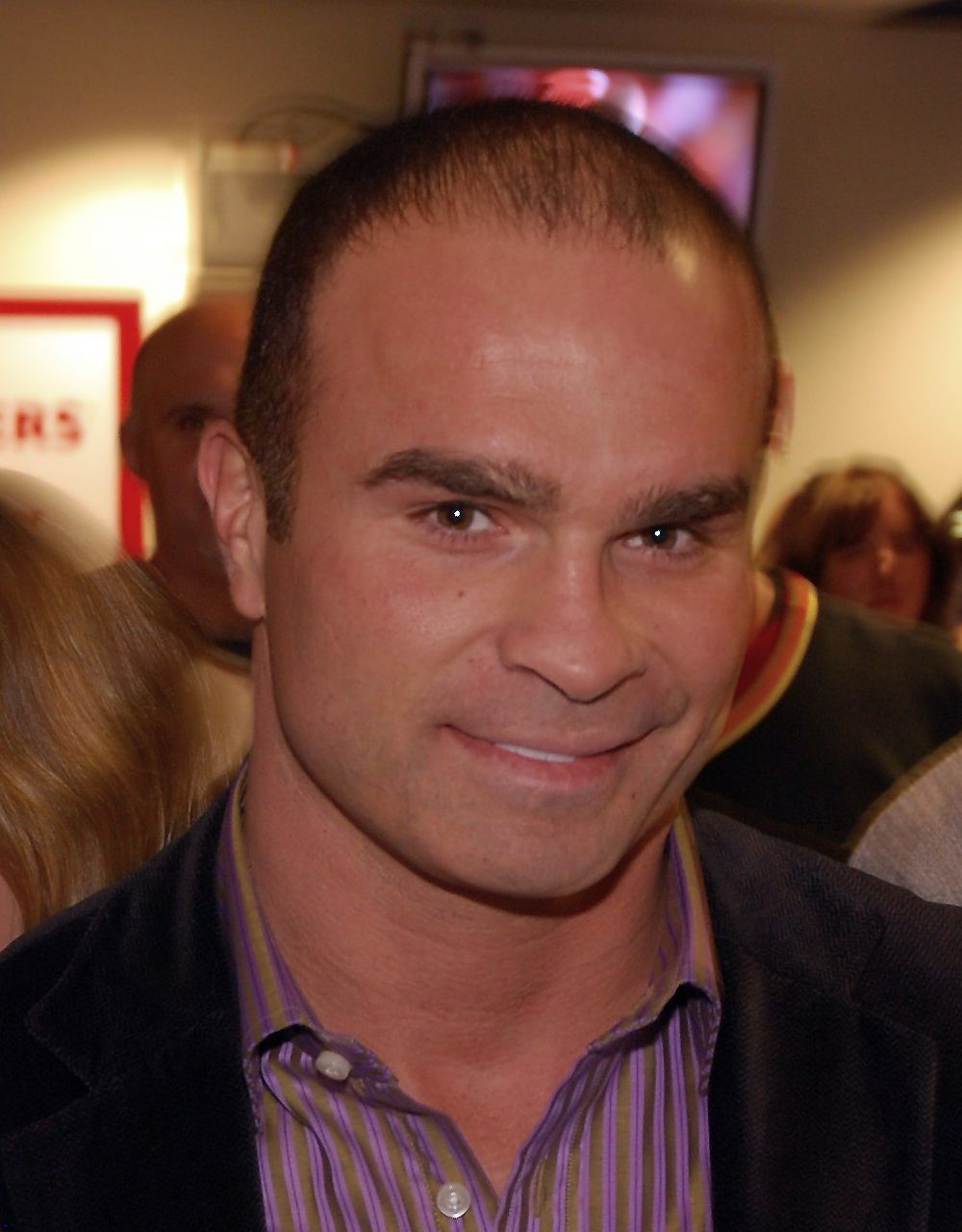
Tie Domi
(* 1969)

- Russell Norman Adam (* 1961), Eishockeyspieler und -trainer
- Ahmad Bateman (* 1961), Golfspieler[10]
- Edward Raymond Drakich (* 1962), Volleyball- und Beachvolleyballspieler, Trainer und Funktionär
- Sharon Creelman (* 1964), Hockeyspielerin[11]
- Ken Daneyko (* 1964), Eishockeyspieler
- Stephen W. Scherer (* 1964), Genetiker und Genomiker
- John Tucker (* 1964), Eishockeyspieler
- Kelly-Ann Way (* 1964), Radrennfahrerin[12]
- Bob Probert (1965–2010), Eishockeyspieler
- Shania Twain (* 1965), Sängerin
- Albert Anstey (* 1966), Dartspieler
- Sharon Bowes (* 1966), Sportschützin[13]
- Ken Hodge junior (* 1966), Eishockeyspieler
- Melanie Palenik (* 1966), US-amerikanische Freestyle-Skierin
- Denise Benning (* 1967), Eiskunstläuferin[14]
- Sean Burke (* 1967), Eishockeytorwart
- Joe Siddall (* 1967), Baseballspieler[15]
- Blake Harper (* 1968), Pornodarsteller
- Brian Masse (* 1968), Politiker
- Sofia Shinas (* 1968), Sängerin und Schauspielerin
- Tie Domi (* 1969), Eishockeyspieler
- Brad Zoern (* 1970), Mischtonmeister

#### 1971–1980

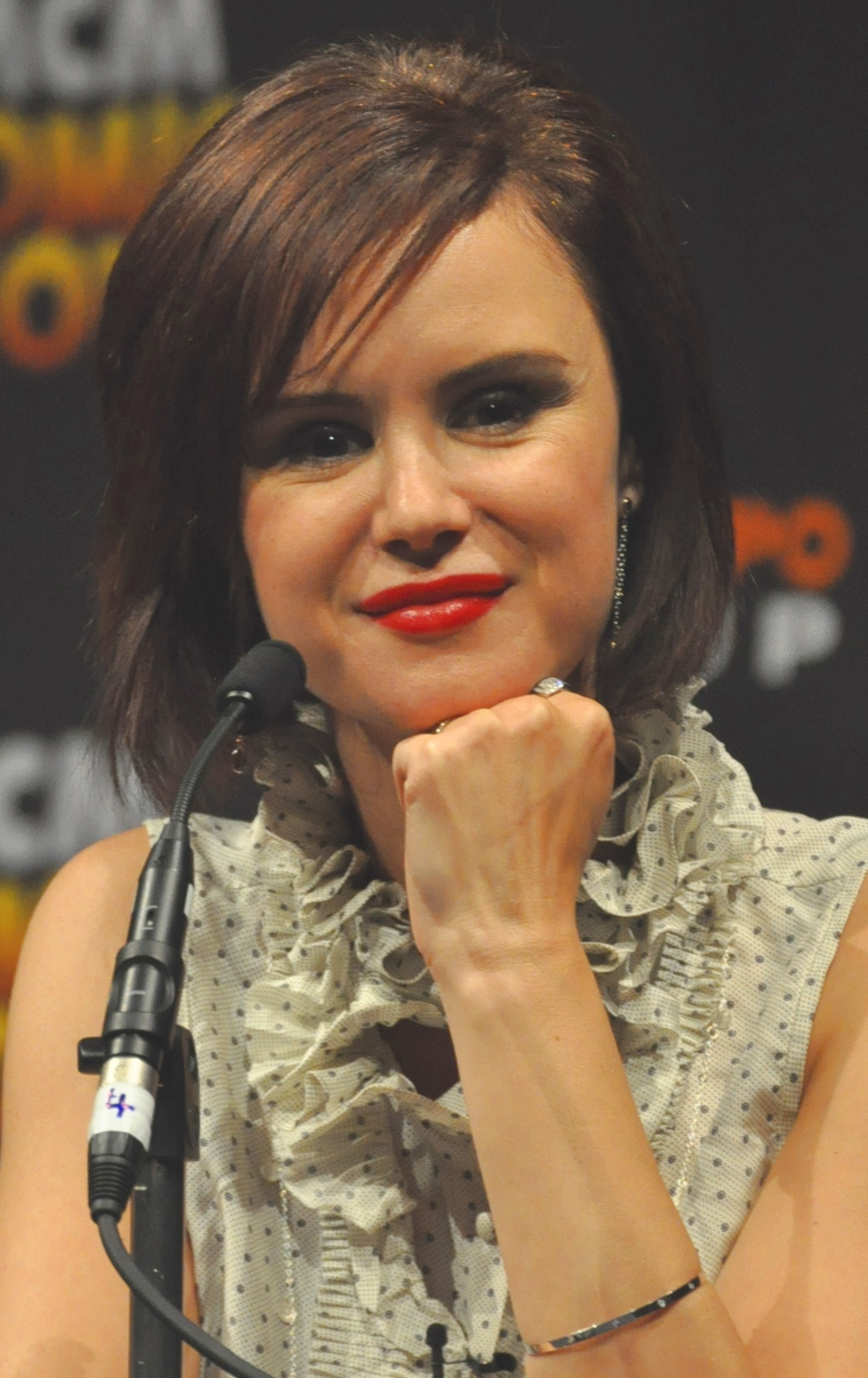
Keegan Connor Tracy
(* 1971)

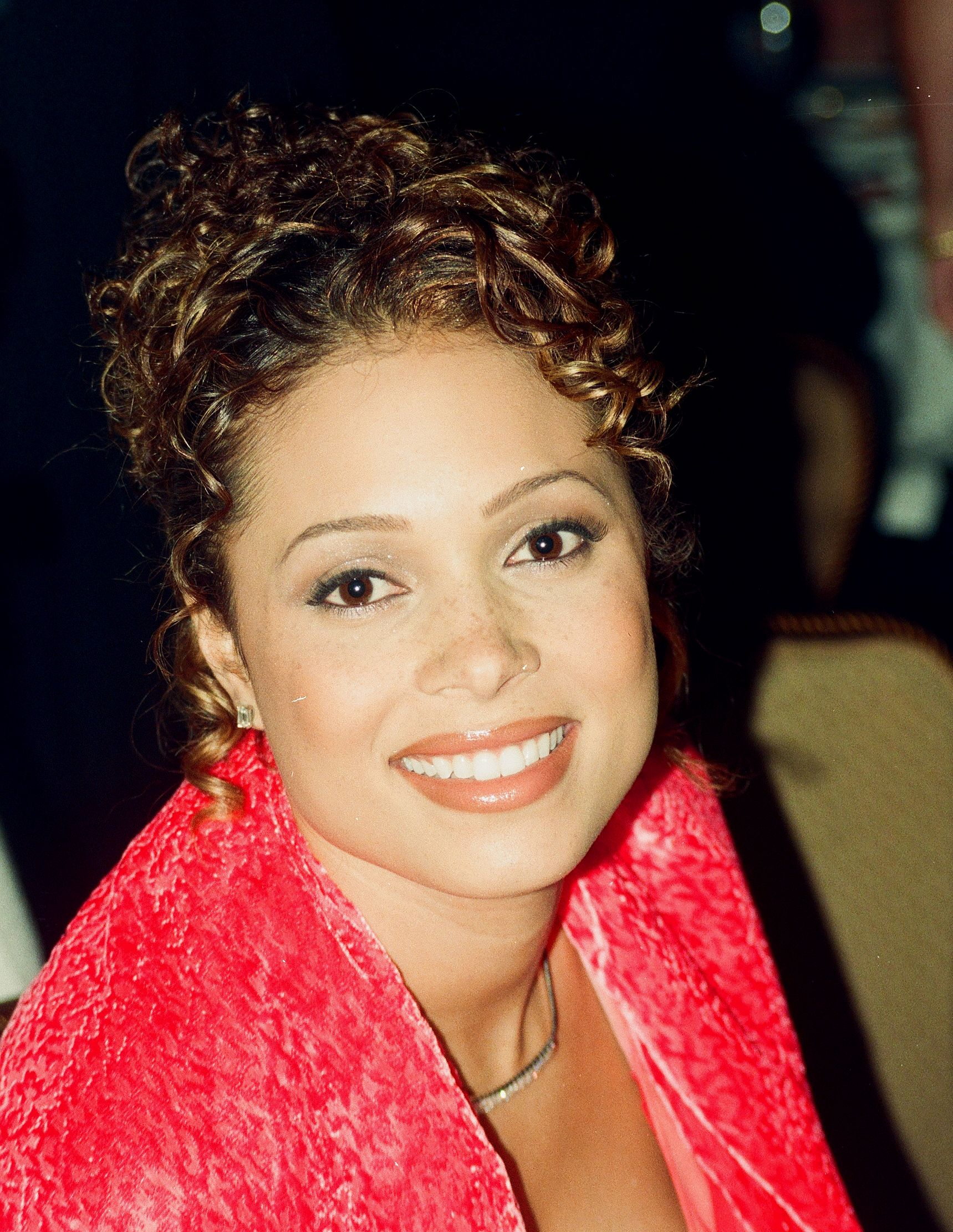
Tamia
(* 1975)

- Bob Boughner (* 1971), Eishockeyspieler und -trainer
- Michael Chong (* 1971), Politiker[16]
- Keegan Connor Tracy (* 1971), Schauspielerin
- Marc Houle (* 1972), Techno-Produzent und DJ
- Barry Potomski (1972–2011), Eishockeyspieler
- Alek Stojanov (* 1973), Eishockeyspieler
- Aaron Ward (* 1973), Eishockeyspieler
- Nadja Bernhard (* 1975), österreichische TV-Journalistin
- Tamia (* 1975), R&B-Sängerin
- Ed Jovanovski (* 1976), Eishockeyspieler
- Christina Pazsitzky (* 1976), US-amerikanisch-kanadische Stand-up-Comedian bzw. Entertainerin und Fernsehproduzentin
- Jacqueline Pillon (* 1977), Synchronsprecherin, Theater- und Filmschauspielerin
- D. J. Smith (* 1977), Eishockeyspieler und -trainer
- Fouad Abiad (* 1978), Bodybuilder
- Steve Moore (* 1978), Eishockeyspieler
- Jennifer Exaltacion (* 1979), Turnerin[17]
- Austin Wycisk (* 1980), deutsch-kanadischer Eishockeyspieler

#### 1981–2000
- Kyle Wellwood (* 1983), Eishockeyspieler

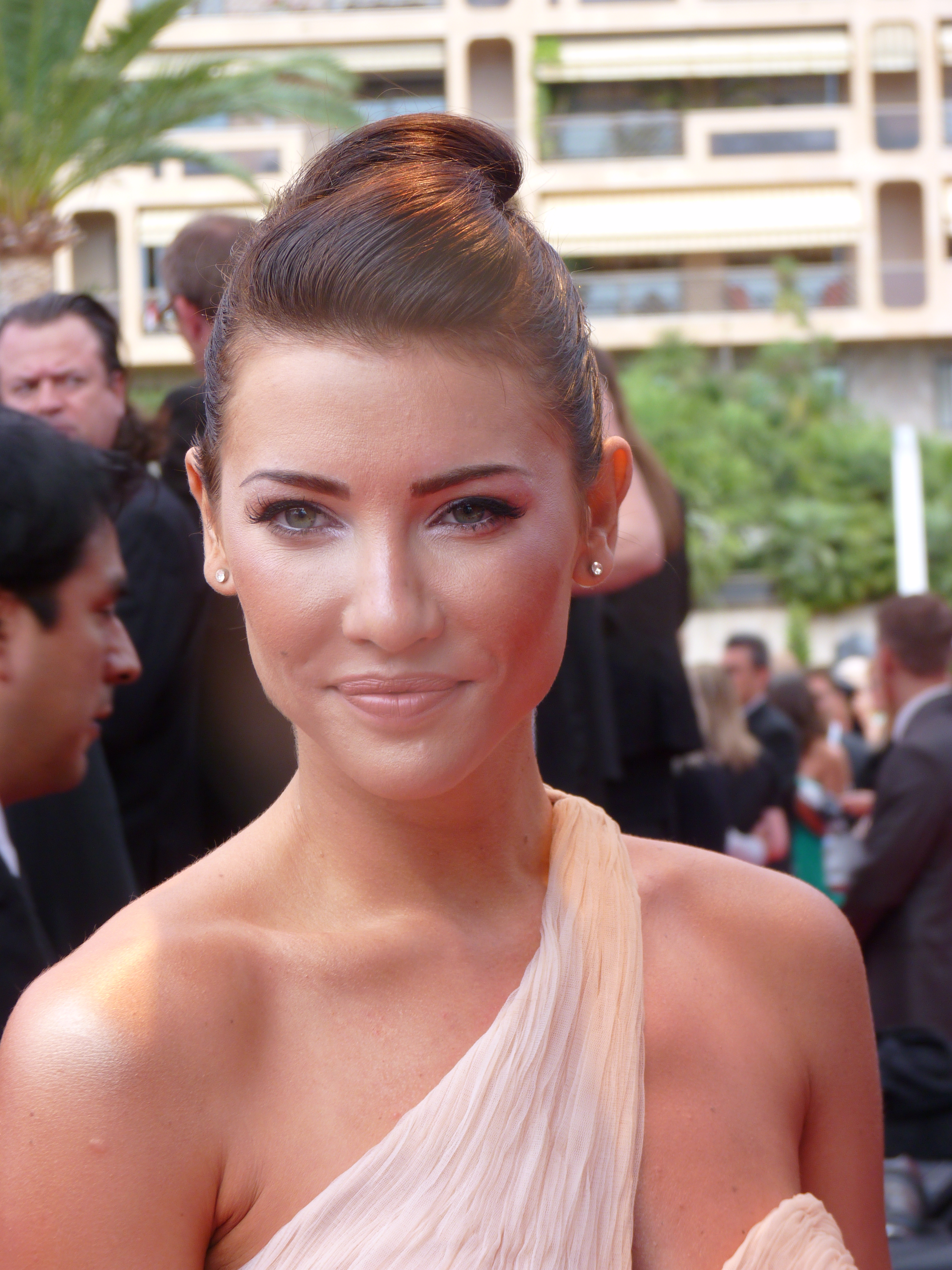
Jacqueline MacInnes Wood
(* 1987)

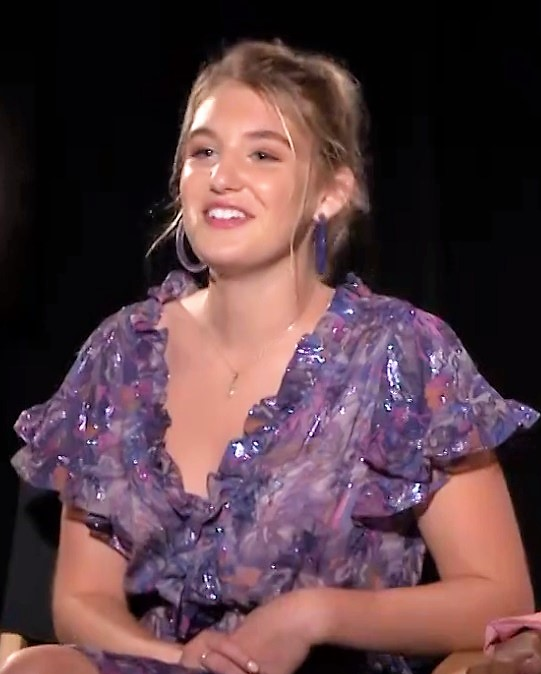
Sophie Nélisse
(* 2000)

- Nikola Bibić (* 1984), serbo-kanadischer Eishockeyspieler
- David Liffiton (* 1984), Eishockeyspieler
- Jessica MacDonald (* 1984), Ringerin
- Kim Shaw (* 1984), Schauspielerin[18]
- Scott Lehman (* 1986), Eishockeyspieler
- Meghan Agosta (* 1987), Eishockeyspielerin
- Calaigh Copland (* 1987), kanadisch-guyanische Fußballspielerin
- Ryan Wilson (* 1987), Eishockeyspieler
- Jacqueline MacInnes Wood (* 1987), Schauspielerin, Sängerin und Model
- Matt Beleskey (* 1988), Eishockeyspieler
- Brett Bellemore (* 1988), Eishockeyspieler
- Noelle Montcalm (* 1988), Hürdenläuferin
- Matt Martin (* 1989), Eishockeyspieler
- Rob Raco (* 1989), Schauspieler[19]
- Katie Findlay (* 1990), Schauspielerin
- Eric Wellwood (* 1990), Eishockeyspieler und -trainer
- Cam Fowler (* 1991), Eishockeyspieler
- Zack Kassian (* 1991), Eishockeyspieler
- Miah-Marie Langlois (* 1991), Basketballspielerin[20]
- Matt Puempel (* 1993), Eishockeyspieler
- Brandon McBride (* 1994), Leichtathlet
- Layne van Buskirk (* 1998), Volleyballspielerin
- Sophie Nélisse (* 2000), Schauspielerin

### 21. Jahrhundert
- Roman De Angelis (* 2001), Autorennfahrer
- Isabelle Nélisse (* 2003), Schauspielerin

## Persönlichkeiten mit Bezug zur Stadt

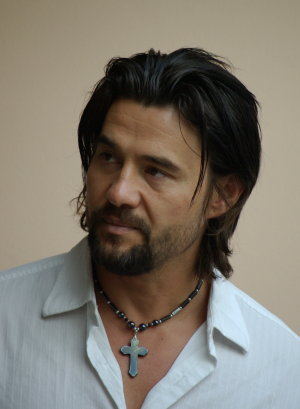
Steve Bacic
(* 1965)

- Gertruda Gorecka (1911–2024), Altersrekordlerin und zeitweise älteste in Kanada lebende Person, wohnte ab 2004 in Windsor
- John Loaring (1915–1969), Sprinter und Hürdenläufer
- Marcel Pronovost (1930–2015), Eishockeyspieler und -trainer
- Alistair MacLeod (1936–2014), Schriftsteller; Professor für Englische Literatur an der University of Windsor
- John Ferguson senior (1938–2007), Eishockeyspieler, -trainer, -scout und -funktionär
- Faye Urban (1945–2020), Tennisspielerin[21]
- Arben Minga (1959–2007), albanischer Fußballspieler
- Steve Bacic (* 1965), Schauspieler; wuchs in Windsor auf
- Marc Fortier (* 1966), Eishockeyspieler und -trainer
- Richie Hawtin (* 1970), DJ und Produzent
- Aaron Ekblad (* 1996), Eishockeyspieler

## Musikbands
- Windsor Police Pipe Band (gegründet 1967), Pipe Band
- Woods of Ypres (2002–2011), Metal-Band